# José Manuel Parada Maluenda
José Manuel Parada Maluenda (Santiago, 5 de mayo de 1950-Santiago, 30 de marzo de 1985) fue un sociólogo chileno asesinado en el caso Degollados durante la dictadura civil-militar de Augusto Pinochet.

## Biografía
Hijo de Roberto Parada y de María Maluenda, estuvo casado con María Estela Ortiz con quien tuvo cuatro hijos, entre ellos Camilo y Javiera.
Estudió en el Liceo José Victorino Lastarria e ingresó a las Juventudes Comunistas de Chile. Posteriormente, estudió sociología en la Universidad de Chile.
En 1972 comenzó a hacer clases en la Universidad Técnica del Estado hasta el golpe de Estado de 1973, cuando tuvo que entrar en la clandestinidad, junto a sus padres, militantes comunistas. 

## Labor en derechos humanos
En 1976, entró como secretario de archivo de la vicaria de la solidaridad del Arzobispado de Santiago, que había nacido del creado comité pro paz por el cardenal Raúl Silva Henríquez, en ayuda de los atropellos de la dictadura de Augusto Pinochet Ugarte, y se dedicaba a asesorar en materia judicial y recopilar los testimonios de las víctimas de violaciones de sus derechos por los organismos de seguridad del régimen. 
En noviembre de 1984 a través de sus conversaciones con la periodista Mónica González, comenzaría la recolección de información para testificar judicialmente en contra del denominado "Comando Conjunto". Aquello lo puso en seguimiento por agentes de seguridad, testimonio que emitió su cónyuge en la investigación frente al juez sumariamente José Canovas Robles.
Fue secuestrado desde el Colegio Latinoamericano de Integración el 29 de marzo de 1985, junto al presidente Metropolitano de la AGECH, Manuel Guerrero Ceballos. En el momento de su secuestro, tenía 35 años. Apareció muerto junto a Manuel Guerrero y el publicista Santiago Nattino a un costado de avenida Américo Vespucio, en el fundo perteneciente a José Guzmán Riesco, atrás del Aeropuerto Internacional Arturo Merino Benítez el sábado 30 de marzo de 1985.